# 千代田 (防護巡洋艦)
千代田(ちよだ)は、日本海軍の三等巡洋艦。
艦名は江戸城(宮城)の別称に由来する。
「千代田」の艦名は、明治初期の千代田形に続いて2代目。

## 概要
本艦はフランスで建造・竣工した防護巡洋艦畝傍が日本への回航中に行方不明となったため、同艦の保険金を原資に代艦として建造された。
日本海軍からの要求仕様を基にルイ＝エミール・ベルタンが基本計画をまとめ、イギリスのトムソン社で建造された。
類別等級が制定された時には三等巡洋艦に類別。
日清戦争では黄海海戦の勝利の原動力となり、
日露戦争に参加した。
旧式化により、1912年(大正元年)8月28日附で二等海防艦に類別変更される。
第一次世界大戦にも参加した。
1921年(大正10年)4月14日、水雷母艦に類別変更。
翌年、軍艦籍より除かれ、潜水艦母艇となる。
1924年(大正13年)12月に特務艇籍より除かれ練習船として運用される。
1927年(昭和2年)に廃船とされ、
実艦的として処分された。

## 艦型
本艦は舷側装甲を持つことから日本初の装甲巡洋艦(Armored cruiser)として扱われることもあるが、その装甲範囲は水線部に帯状の狭い代物でイギリス海軍の「オーランド級巡洋艦」と同じくBelted cruiser(帯甲巡洋艦、または装甲帯巡洋艦と和訳)である、と中川努は述べている。
また『海軍軍備沿革』では鋼甲帯巡洋艦としている。
砲熕としてアームストロング社の4.7インチ速射砲2門を初めて搭載した。
艦の構造を前部から記述すると、水面下に衝角が付き、水線部に35.6cm水中魚雷発射管1門が付く艦首、艦首甲板上に主砲の12cm速射砲は防盾の付いた単装砲架で1基、頂上部に見張り所を持つ単脚式の前部マストが立つ。その背後に両脇に船橋(ブリッジ)を持つ操舵艦橋が配置され、船体中央部に1本煙突が立つ。その周囲には煙管型の通風塔が立ち並び、空いた場所は艦載艇置き場となっており、艦載艇は2本1組のボート・ダビットが片舷4組で計8組により運用された。煙突の後方に中央マストが一本立ちその左右の舷側に大小さまざまな張り出しが設けられ、そこに12cm速射砲を片舷4基を配置し、挟み込まれるようにその間に4.7cm速射砲を3基配置した。後部甲板上に後部マストと12cm速射砲が後ろ向きに1基が配置された。
防水区画と各室が計84あり、間接防御が向上していた。

### 機関
竣工1年ほどで、ボイラー燃焼筒に垂下する場所が出て、支柱を立てて抑えており、最終的には蒸気圧を下げて運転していた。

### 計画要目
計画要目は以下の通り。
- 排水量:2,133トン
- 垂線間長:100m
- 幅:11.10m
- 吃水:平均4.11m
- 帆布面積:718.80m2
- 出力:強圧通風5,530馬力、自然通風2,400馬力
- 速力:19ノット
- 燃料:石炭225英トン
- 航続距離:4,900カイリ / 10ノット
- 乗員:300名
- 兵装:38口径12cm砲11門、47mm速射砲6門、37mm旋回砲10門、魚雷発射管3門、魚雷7本、
- 装甲:甲板10mm鋼板+15mmクロム鋼板、同傾斜部10mm鋼板x2+60mmクロム鋼板、艦長待避所30mm

### 公試成績
| 実施日        | 種類     | 排水量    | 回転数   | 出力       | 速力       | 場所   | 備考 | 出典   |
| ------------- | -------- | --------- | -------- | ---------- | ---------- | ------ | ---- | ------ |
| 1921年3月30日 | 修理公試 | 2,599トン | 95.88rpm | 697.11馬力 | 9.60ノット | 広島湾 |      | [ 37 ] |

## 艦歴

### 建造
1888年(明治21年)9月27日、日本海軍はイギリスで建造の巡洋艦を千代田と命名することが令達された。12月4日、本艦はイギリス、グラスゴーのトムソン社で起工。1890年(明治23年)6月3日、進水。
同年8月23日、第一種と定められる。
1891年(明治24年)1月1日、竣工。日本に回航され、同年4月11日、横須賀に到着した。

### 日清戦争
日清戦争にあたり、従軍記者として国木田独歩が乗艦した。黄海海戦、大連・旅順・威海衛・澎湖島攻略作戦等に参加。1895年(明治28年)2月26日、「千代田」は鹵獲した清国巡洋艦「広丙」と共に威海衛を出発。3月5日に呉へ帰投、国木田も退艦した。

### 修理
1897年から翌年にかけて、呉造船廠で主罐をベルヴィール式石炭専焼水管缶に換装した。
また1898年に戦闘檣(ファイティング・トップ)が取り外された。

### 1898年
1898年(明治31年)3月21日、日本海軍は軍艦及び水雷艇の類別等級を制定、3,500トン未満の巡洋艦を「三等巡洋艦」と定義する。当時の日本海軍在籍艦5隻(和泉、千代田、秋津洲、須磨、明石)が三等巡洋艦に類別された。

### マニラ派遣
同年、米西戦争により邦人保護のためマニラに派遣。

### 義和団の乱
義和団の乱では1900年10月から12月にかけて大沽・芝罘方面に派遣された。

### 日露戦争
日露戦争に際しては、仁川沖海戦・旅順攻略作戦・日本海海戦・樺太作戦等に参加。1904年(明治37年)7月26日、大河湾へ進出して日本軍を攻撃していたロシア艦隊を第五戦隊と第六戦隊が旅順まで追跡した際、「千代田」は触雷して死者7名負傷者27名を出した。9月から翌月にかけ横須賀工廠で修理を行った。

### 大修理
1909年(明治42年)9月大修理。

### 1910年
1910年(明治43年)5月中旬、「千代田」(艦長磯部謙中佐)は宇品(広島県)へ回航、饒津神社300年祭に関連して5月15日から18日まで一般公開された。

### 1912年
1912年(大正元年)8月28日、艦艇類別等級表の改訂により、本艦は二等海防艦(7,000トン未満)に類別変更。

### 第一次世界大戦
第一次世界大戦では、青島攻略戦に参加。さらにマニラへ派遣され、中国沿岸水域の警備に従事した。

### 潜水母艦
1919年6月から翌年3月にかけて呉海軍工廠で潜水母艦に改造、
大檣が撤去された。
「千代田」は1921年(大正10年)4月14日附で、海防艦から水雷母艦に類別変更された。
1922年(大正11年)4月1日、千代田は軍艦籍より除かれ、
艦艇類別等級表からも削除された。
「千代田」艦首の菊花紋章も返納された。
千代田(と見島)は特務艇に編入、潜水艦母艇となる。

### 練習船
1924年(大正13年)12月1日特務艇籍を除かれ雑役船に編入、
練習船に指定され、海軍兵学校附属となり、
12月6日より1926年(大正15年)10月1日まで海軍兵学校の練習船を務めた。

### 廃船、処分
1926年(大正15年)12月20日、日本海軍は「千代田」を調査、老朽化が著しいため廃船が妥当と報告する。
1927年(昭和2年)2月4日、廃船認許、
同年2月28日、廃船。
「千代田」は実艦的として撃沈処分されることになった。標的としての改造工事を実施。
同年8月3日午前9時、佐伯湾(大分県)に昭和天皇(扶桑型戦艦2番艦「山城」乗艦)と護衛の峯風型駆逐艦(帆風、羽風、秋風、太刀風)が到着する。
8月5日朝、佐伯湾には連合艦隊の主力艦艇多数が集結していた。
午前10時、御召艦「山城」は佐伯湾を出港。
同日午後、旧「千代田」は豊後水道沖合で空母鳳翔航空隊および水上機母艦能登呂航空隊の爆撃演習の実艦的となり、沈没した。
沈没位置は北緯32度18分0秒、東経131度56分15秒。
戦技終了後、昭和天皇一行(山城、帆風、羽風、秋風、太刀風)は佐伯湾へ戻る連合艦隊各艦(長門、陸奥)等と別れ、奄美大島(鹿児島県)へ向かった。長門に便乗して見学していた高松宮宣仁親王少尉も、配属先の「比叡」に戻った。
その後、撃沈される前に取り外した千代田の艦橋は海軍兵学校の号令台として使われていたが、敗戦後撤去された。

## 艦長
※『日本海軍史』第9巻・第10巻の「将官履歴」及び『官報』に基づく。
回航委員長
- 新井有貫 大佐：1890年1月10日 - 1891年4月13日

艦長
- 新井有貫 大佐：1890年1月10日 - 1891年6月17日
- 千住成貞 大佐：1891年6月17日 - 1892年9月5日
- 有栖川宮威仁親王 大佐：1892年9月5日 - 1893年10月12日
- 尾本知道 大佐：1893年10月12日 - 1894年2月26日
- 内田正敏 大佐：1894年2月26日 - 1895年9月28日
- 伊藤常作 大佐：1895年9月28日 - 1897年5月15日
- 外記康昌 大佐：1898年5月3日 - 1899年5月1日
- 井上敏夫 大佐：1899年5月1日 - 9月29日
- 成川揆 大佐：1899年9月29日 - 1900年6月7日
- 松本有信 大佐：1900年6月7日 - 1901年2月4日
- 坂本一 大佐：1901年2月4日 - 10月1日
- 毛利一兵衛 大佐：1903年4月12日 - 7月7日
- 村上格一 中佐：1903年7月7日 - 1905年1月12日
- 東伏見宮依仁親王 大佐：1905年1月12日 - 12月20日
- 山本正勝 中佐：1905年12月20日 - 1906年10月4日
- 築山清智 大佐：1906年10月4日 - 1907年5月2日
- 森亘 大佐：1907年5月2日 - 1908年2月20日
- 大沢喜七郎 大佐：1908年2月20日 - 9月25日
- 山中柴吉 大佐：1908年9月25日 - 1909年3月10日
- (兼)兼子昱 中佐：1909年3月10日 - 5月22日
- 釜屋六郎 中佐：1909年5月22日 - 12月1日
- 磯部謙 中佐：1909年12月1日 - 1911年10月25日
- 桜野光正 中佐：1911年10月25日 - 1911年11月27日
- 町田駒次郎 大佐：1911年11月27日 - 12月22日
- 永田泰次郎 大佐：1911年12月22日 - 1912年6月18日
- 山岡豊一 大佐：1912年6月18日 - 12月1日
- 久保来復 大佐：1912年12月1日 - 1913年11月5日
- 長鋪次郎 中佐：1913年11月5日 - 1914年5月6日[68]
- 堀田弟四郎 大佐：1914年5月27日 -
- 島内桓太 中佐：1914年8月23日 - 12月1日
- 山下義章 大佐：不詳 - 1915年12月13日
- 小牧自然 中佐：1915年12月13日 - 1916年12月1日
- 中川寛 中佐：1916年12月1日 - 1917年12月1日[69]
- 上田吉次 大佐：1917年12月1日 - 1918年12月1日
- 藤村昌吉 大佐：1918年12月1日[70] - 1919年12月1日[71]
- 石渡武章 大佐：1919年12月1日[71] - 1920年6月1日[72]
- 加藤弘三 中佐：1920年6月1日[72] - 1920年12月1日[73]
- 水谷耕喜 大佐：1920年12月1日[73] - 1921年12月1日[74]
- 木村豊樹 中佐：1921年12月1日[74] -